# 호세 카페얀
호세 프란시스코 카페얀(Jose Francisco Capellan, 1981년 1월 13일 ~ 2015년 4월 7일)은 도미니카 공화국의 야구 선수이자 전 미국 프로야구 선수이다.
2009년 12월 10일 KBO 리그 한화 이글스와 입단 계약을 하였다.
2015년 4월 7일 미국 필라델피아 자택에서 심장마비로 인해 향년 35세의 나이로 사망했다.

## 미국 프로 야구 시절
2004년 메이저 리그 애틀랜타 브레이브스와 입단 계약을 맺고 구단 산하 마이너 리그 팀에서 14승 5패, 평균 자책 2.80을 기록한다. 그 해 9월 메이저 리그로 승격되어서 3경기에 나와 8이닝 투구하여 1패, 평균 자책 11.25를 기록한다.
브레이브스 팀 내 유망주로서 뛰어난 가치를 인정받아 밀워키 브루어스의 올스타 구원 투수였던 댄 콜브의 트레이드 상대로 밀워키 브루어스로 이적한다. 2005년 시즌 개막은 마이너 리그 트리플 에이 팀인 내쉬빌 사운즈에서 맞이했지만, 메이저 리그로 승격되어서 구원 투수로서 활약한다. 2007년 스프링캠프 막바지에 좋은 투구 내용을 보여주지 못해서 다시 마이너 리그팀으로 내려가게 되어서 팀에게 트레이드를 시켜달라고 요구하면서 은퇴까지 불사한다. 결국 2007년 7월 1일 디트로이트 타이거스 산하 마이너 리그 투수인 크리스 코디와의 트레이드로 디트로이트 타이거스로 이적한다.
2007년 12월 4일 다시 콜로라도 로키스 투수 데니 바티스타와의 트레이드로 콜로라도로 이적한다. 2008년 5월 5일 콜로라도 팀에서 지명할당처분으로 방출된다. 6월말 캔자스시티 로열스와 마이너 리그 계약을 체결하고 시즌 후 자유계약선수가 된다.
2009년 1월 14일 휴스턴 애스트로스와 마이너 리그 계약을 체결하고 스프링캠프에 초청선수로 참가한다.

## 한국 프로 야구 시절
2009년 12월 10일 KBO 리그 한화 이글스와 입단 계약을 체결하였다. 하지만 2010년 개막 이후 단 1승도 올리지 못하고 11패만 기록한 채 결국 2010년 6월 30일 퇴출당하게 된다.(0승 11패, 방어율 9.15)

## 통산기록

### 메이저 리그
| 연도 | 나이  | 소속팀          | 승 | 패 | 승률  | 평균자책 | 경기 | 선발 | 마무리 | 완투 | 완봉 | 세 | 이닝  | 피안타 | 실점 | 자책점 | 피홈런 | 볼넷 | 고의 사구 | 삼진 | 몸에 맞는 볼 | 보크 | 폭투 |
| ---- | ----- | --------------- | -- | -- | ----- | -------- | ---- | ---- | ------ | ---- | ---- | -- | ----- | ------ | ---- | ------ | ------ | ---- | --------- | ---- | ------------ | ---- | ---- |
| 2004 | 23    | 애틀랜타        | 0  | 1  | 0.000 | 11.25    | 3    | 2    | 0      | 0    | 0    | 0  | 8     | 14     | 10   | 10     | 2      | 5    | 0         | 4    | 0            | 0    | 0    |
| 2005 | 24    | 밀워키          | 1  | 1  | 0.500 | 2.87     | 17   | 0    | 7      | 0    | 0    | 0  | 15.2  | 17     | 6    | 5      | 1      | 5    | 0         | 14   | 0            | 0    | 0    |
| 2006 | 25    | 밀워키          | 4  | 2  | 0.667 | 4.40     | 61   | 0    | 12     | 0    | 0    | 0  | 71.2  | 65     | 37   | 35     | 11     | 31   | 7         | 58   | 3            | 0    | 3    |
| 2007 | 26    | 밀워키/콜로라도 | 0  | 3  | 0.000 | 5.54     | 17   | 0    | 9      | 0    | 0    | 0  | 26    | 28     | 19   | 16     | 7      | 9    | 2         | 20   | 1            | 0    | 3    |
| 2008 | 27    | 콜로라도        | 0  | 0  | 0.000 | 4.50     | 1    | 0    | 1      | 0    | 0    | 0  | 2     | 3      | 1    | 1      | 0      | 0    | 0         | 2    | 0            | 0    | 0    |
| 통산 | 5시즌 | 5시즌           | 5  | 7  | 0.417 | 4.89     | 99   | 2    | 29     | 0    | 0    | 0  | 123.1 | 127    | 73   | 67     | 21     | 50   | 9         | 98   | 4            | 0    | 6    |

## 참조
1. ↑  'ML 유망주'카페얀 한화행, 희망과 우려[깨진 링크(과거 내용 찾기)]《Osen》, 2009년 12월 10일 작성
2. ↑  '한화에서 뛰었던 카페얀, 심장마비 사망《Osen》, 2015년 4월 9일 작성
3. ↑  한화 ML 출신 우완 광속구 투수 2명 영입[깨진 링크(과거 내용 찾기)] 《이데일리》, 2009년 12월 10일 작성

## 같이 보기
- 훌리오 데폴라